# Wandrille Lefèvre
Wandrille Lefèvre (Chartres, 17 dicembre 1989) è un calciatore francese naturalizzato canadese, centrocampista dell'FC Laval.

## Carriera
Ha cominciato a giocare nella squadra giovanile del Montpellier.
Nel 2003 si trasferisce in Canada, dove dapprima gioca con la rappresentativa dell'Università di Montréal, i Carabins, per poi passare alle giovanili del Montréal Impact. Nel 2013 debutta in Major League Soccer.
Il 2 luglio 2015 ottiene la cittadinanza canadese e esordisce nello stesso anno in nazionale.

## Palmarès

### Club

#### Competizioni nazionali
- Canadian Championship: 2

Montreal Impact: 2013; 2014